# Groupe radical, citoyen et vert
Ne doit pas être confondu avec Groupe radical, républicain, démocrate et progressiste.
Le groupe radical, citoyen et vert (RCV) est un groupe parlementaire français qui a rassemblé, de 1997 à 2002, les députés de cinq petites formations de la Gauche plurielle, alliance de la gauche et des écologistes qui soutenait le gouvernement de Lionel Jospin.
Il constitue un groupe dit « technique », c'est-à-dire rassemblant des sensibilités politiques différentes visant à être collectivement plus audibles et à disposer de moyens matériels et financiers. En effet, aucune de ses composantes ne peut, seule, former un groupe parlementaire car jusqu'en 2007, il était nécessaire de regrouper vingt députés pour cela.
Convergence Écologie Solidarité, parti de Noël Mamère, ayant fusionné avec les Verts en 1998, le groupe sans perdre de membres regroupe alors quatre partis de la majorité, un an après le début de la mandature.
En vertu d'un accord entre les composantes du groupe, les trois présidents successifs sont trois radicaux : Michel Crépeau, de 1997 jusqu'à son décès en 1999, Roger-Gérard Schwartzenberg (1999 à 2000, jusqu'à son entrée au gouvernement Jospin) et Bernard Charles (2000-2002). Le secrétaire général du groupe, Jean-Loup Coly, est issu du MDC, et le Vert Yves Cochet est désigné vice-président de l'Assemblée nationale au titre du RCV. En revanche, Jean-Pierre Michel n'obtient pas la présidence de la Commission des lois.
En 2002, les radicaux n'ont plus que 8 députés, les Verts plus que trois, tandis que le courant chevènementiste n'est plus représenté à l'Assemblée nationale : le groupe technique n'est donc pas reconduit et ses anciens membres choisissent de s'inscrire en tant que membre ou apparenté au groupe socialiste ou au groupe communiste, ou choisissent de siéger parmi les non-inscrits.

## Présidence
| Portrait | Nom | Dates du mandat             | Dates du mandat | Législature  | Parti politique | Notes   | |
| -------- | --- | --------------------------- | --------------- | ------------ | --------------- | ------- | --- |
| 1        |     | Michel Crépeau              | 12 juin 1997    | 30 mars 1999 | XIe             | PRS/PRG | Député de la Charente-Maritime, il est le premier président du groupe dès sa création lors de la victoire de la Gauche plurielle aux élections législatives de 1997, jusqu'à son décès brutal à l'âge de 68 ans. |
| 2        |     | Roger-Gérard Schwartzenberg | 7 avril 1999    | 4 avril 2000 | XIe             | PRS/PRG | Député du Val-de-Marne, il est président du groupe en remplacement de son prédécesseur, et ce jusqu'à sa nomination au sein du gouvernement Jospin.                                                              |
| 3        |     | Bernard Charles             | 4 avril 2000    | 18 juin 2002 | XIe             | PRS/PRG | Député du Lot, il prend le relais et devient le dernier président du groupe jusqu'à sa disparition en 2002. |

## Composition
| Circonscription         | Circonscription | Nom                         | Parti | Parti              | Remarques                                                                                  |
| ----------------------- | --------------- | --------------------------- | ----- | ------------------ | ------------------------------------------------------------------------------------------ |
| Aisne                   | 4e              | Jacques Desallangre         |       | MDC                |                                                                                            |
| Allier                  | 4e              | Gérard Charasse             |       | PRG                |                                                                                            |
| Alpes-de-Haute-Provence | 2e              | Robert Honde                |       | PRG                |                                                                                            |
| Alpes-Maritimes         | 9e              | André Aschieri              |       | Les Verts          |                                                                                            |
| Ardèche                 | 2e              | Jean Pontier                |       | PRG                |                                                                                            |
| Aveyron                 | 2e              | Jean Rigal                  |       | PRG                |                                                                                            |
| Calvados                | 6e              | Alain Tourret               |       | PRG                |                                                                                            |
| Charente-Maritime       | 1re             | Michel Crépeau              |       | PRG                | Président du groupe de 1997 à 1999, mort le 30 mars 1999.                                  |
| Haute-Corse             | 1re             | Roger Franzoni              |       | PRG                | Suppléant de Émile Zuccarelli, nommé au gouvernement Jospin le 4 juillet 1997.             |
| Dordogne                | 2e              | Michel Suchod               |       | MDC                |                                                                                            |
| Eure-et-Loir            | 4e              | Marie-Hélène Aubert         |       | Les Verts          |                                                                                            |
| Gironde                 | 3e              | Noël Mamère                 |       | CES puis Les Verts |                                                                                            |
| Hérault                 | 2e              | Gérard Saumade              |       | MDC (app.)         |                                                                                            |
| Lot                     | 1re             | Bernard Charles             |       | PRG                | Président du groupe de 2000 à 2002.                                                        |
| Maine-et-Loire          | 4e              | Jean-Michel Marchand        |       | Les Verts puis PRG |                                                                                            |
| Moselle                 | 4e              | Aloyse Warhouver            |       | DVG                |                                                                                            |
| Pas-de-Calais           | 1re             | Jean-Pierre Defontaine      |       | PRG                |                                                                                            |
| Pas-de-Calais           | 5e              | Guy Lengagne                |       | DVG                |                                                                                            |
| Pas-de-Calais           | 9e              | Bernard Seux                |       | MDC                |                                                                                            |
| Hautes-Pyrénées         | 3e              | Chantal Robin-Rodrigo       |       | PRG                | Suppléante de Jean Glavany, nommé au gouvernement le 22 octobre 1998.                      |
| Haute-Saône             | 2e              | Jean-Pierre Michel          |       | MDC                |                                                                                            |
| Saône-et-Loire          | 2e              | Jacques Rebillard           |       | PRG                |                                                                                            |
| Paris                   | 6e              | Georges Sarre               |       | MDC                |                                                                                            |
| Seine-Maritime          | 6e              | Paul Dhaille                |       | PRG                | Quitte le groupe socialiste et le PS en 2001.                                              |
| Seine-et-Marne          | 3e              | Pierre Carassus             |       | MDC                |                                                                                            |
| Tarn-et-Garonne         | 2e              | Jean-Paul Nunzi             |       | DVG                |                                                                                            |
| Territoire de Belfort   | 2e              | Gilberte Marin-Moskovitz    |       | MDC                | Suppléante de Jean-Pierre Chevènement, nommé au gouvernement le 4 juin 1997.               |
| Territoire de Belfort   | 2e              | Jean-Pierre Chevènement     |       | MDC                | Réélu en élection partielle le 22 octobre 2000 à la suite de sa démission du gouvernement. |
| Val-de-Marne            | 3e              | Roger-Gérard Schwartzenberg |       | PRG                | Président du groupe de 1999 à 2000, nommé au gouvernement le 27 mars 2000.                 |
| Val-d'Oise              | 7e              | Yves Cochet                 |       | Les Verts          | Vice-président de l'Assemblée nationale, nommé au gouvernement le 10 juillet 2001.         |
| La Réunion              | 2e              | Huguette Bello              |       | PCR                |                                                                                            |
| La Réunion              | 5e              | Claude Hoarau               |       | PCR                |                                                                                            |
| Martinique              | 4e              | Alfred Marie-Jeanne         |       | MIM                |                                                                                            |
| Guyane                  | 1re             | Christiane Taubira          |       | Walwari            | Apparentée SOC, elle rejoint le groupe au 22 novembre 2001,.                               |
| Polynésie française     | 2e              | Émile Vernaudon             |       | DVG                |                                                                                            |

## Répartition partisane au cours de la législature

### 1997
|       |                                              |        |  |
| Parti | Parti                                        | Nombre |  |
|       | Parti radical-socialiste (PRS)               | 11     |  |
|       | Mouvement des citoyens (MDC)                 | 8      |  |
|       | Les Verts (LV)                               | 4      |  |
|       | Divers gauche (DVG)                          | 4      |  |
|       | Parti communiste réunionnais (PCR)           | 2      |  |
|       | Mouvement indépendantiste martiniquais (MIM) | 1      |  |
|       | Convergences écologie solidarité (CÉS)       | 1      |  |

### 1998
| Parti | Parti                                        | Nombre | +/-           |
| ----- | -------------------------------------------- | ------ | ------------- |
|       | Parti radical de gauche (PRG)                | 12     | 1             |
|       | Mouvement des citoyens (MDC)                 | 8      | en stagnation |
|       | Les Verts (LV)                               | 5      | 1             |
|       | Divers gauche (DVG)                          | 4      | en stagnation |
|       | Parti communiste réunionnais (PCR)           | 2      | en stagnation |
|       | Mouvement indépendantiste martiniquais (MIM) | 1      | en stagnation |

### 1999
|       |                                              |        |               |
| Parti | Parti                                        | Nombre | +/-           |
|       | Parti radical de gauche (PRG)                | 11     | 1             |
|       | Mouvement des citoyens (MDC)                 | 8      | en stagnation |
|       | Les Verts (LV)                               | 5      | en stagnation |
|       | Divers gauche (DVG)                          | 4      | en stagnation |
|       | Parti communiste réunionnais (PCR)           | 2      | en stagnation |
|       | Mouvement indépendantiste martiniquais (MIM) | 1      | en stagnation |

### 2001
|       |                                              |        |               |
| Parti | Parti                                        | Nombre | +/-           |
|       | Parti radical de gauche (PRG)                | 10     | 1             |
|       | Mouvement des citoyens (MDC)                 | 8      | en stagnation |
|       | Les Verts (LV)                               | 4      | 1             |
|       | Divers gauche (DVG)                          | 4      | en stagnation |
|       | Parti communiste réunionnais (PCR)           | 2      | en stagnation |
|       | Mouvement indépendantiste martiniquais (MIM) | 1      | en stagnation |
|       | Walwari                                      | 1      | 1             |